# Le Chant du printemps
Pour plus de détails, voir Fiche technique et Distribution.
Le Chant du printemps (Maytime) est un film américain réalisé par Robert Z. Leonard, sorti en 1937.

## Synopsis
Lors de la célébration du 1er mai dans une petite ville, la vieille Miss Morrison tente de consoler son jeune ami Kip, dont la bien-aimée Barbara s'est vu offrir un emploi sur la scène de l'opéra. Plus tard, Barbara va chercher du réconfort auprès de Miss Morrison, qui lui révèle qu'elle était, il y a quelques années, la diva d'opéra de renommée internationale Marcia Mornay. Miss Morrison raconte alors son histoire. Elle partit à Paris pour chanter et fut très vite propulsée vers le succès par le célèbre mais sévère professeur de chant Nicolai Nazaroff, qui la présente à la cour de Louis Napoléon.
Cette nuit-là, Nicolai demande Marcia en mariage et elle accepte, même s'ils savent tous deux qu'elle n'est pas amoureuse de lui. Plus tard, se sentant agitée, Marcia part en balade et se retrouve bloquée dans le Quartier latin lorsque le cheval de son chauffeur s'enfuit. Dans une taverne, elle rencontre un étudiant américain, Paul Allison, lui aussi chanteur, mais moins ambitieux que Marcia. Bien qu'ils soient attirés l'un par l'autre, elle refuse d'abord de le revoir par loyauté envers Nicolai, mais promet bientôt de déjeuner avec lui le lendemain. Ils apprécient leur déjeuner ensemble mais Marcia dit à nouveau qu'ils ne peuvent plus se voir et part. Paul vole alors des billets pour la voir jouer dans l'opéra Les Huguenots de Giacomo Meyerbeer ce soir-là, et après avoir été chassé de son siège par le directeur, il se rend dans sa loge et ne part que lorsqu'elle lui promet de le rejoindre à Saint-Cloud pour une fête du 1er mai. Pendant la fête, Paul lui dit qu'il l'aime, mais elle lui répond qu'elle doit trop à Nicolai et qu'elle ne pourra jamais rompre une promesse faite à ce dernier. Ils se séparent alors après s'être juré de toujours se souvenir de leur journée ensemble.
Sept ans plus tard, Marcia, qui a épousé Nicolai, est devenue la coqueluche du monde de l'opéra, mais lors de son retour triomphal en Amérique, elle se rend compte que sa vie est vide. Bien que fidèle et dévouée à Nicolai, son manque de passion pour lui les a rendus tous deux malheureux. À New York, Nicolai s'arrange pour que Marcia chante Czaritza (un opéra fictif dont la musique est tirée de la Symphonie numéro 5 de Tchaïkovski), en compagnie de Paul, qui est devenu un baryton de renom. Nicolai ne se rend pas compte qu'elle est toujours amoureuse de Paul. Lors de la répétition, ils agissent d'abord comme s'ils ne s'étaient jamais rencontrés auparavant mais Nicolai commence à soupçonner la vérité lorsque Archipenco, le professeur de chant de Paul, parle de sa rencontre avec Marcia à Paris plusieurs années auparavant. Nicolai reconnaît alors Paul comme le jeune homme qui a quitté la loge de Marcia après la représentation des Huguenots.
Lors d'une brillante soirée d'ouverture, Nicolai est jaloux de l'émotion évidente dans les scènes d'amour de Paul et Marcia sur scène mais il ne sait pas qu'ils prévoient de s'enfuir ensemble. Plus tard, à leur hôtel, lorsque Nicolai interroge Marcia, elle demande sa liberté, qu'il promet de lui accorder. Cependant, elle découvre bientôt que Nicolai s'en est pris à Paul avec une arme. Dans l'appartement de Paul, Nicolai tire sur lui au moment où Marcia arrive. Paul meurt alors dans ses bras, lui disant que les souvenirs de leur premier mai ensemble lui ont duré toute sa vie. Il est présumé que Nicolai sera arrêté pour le meurtre de Paul. À la fin de son histoire, Miss Morrison aide Barbara à réaliser qu'elle et Kip sont faits l'un pour l'autre. Alors qu'elle regarde les jeunes amoureux s'embrasser, Miss Morrison meurt tranquillement.

## Fiche technique

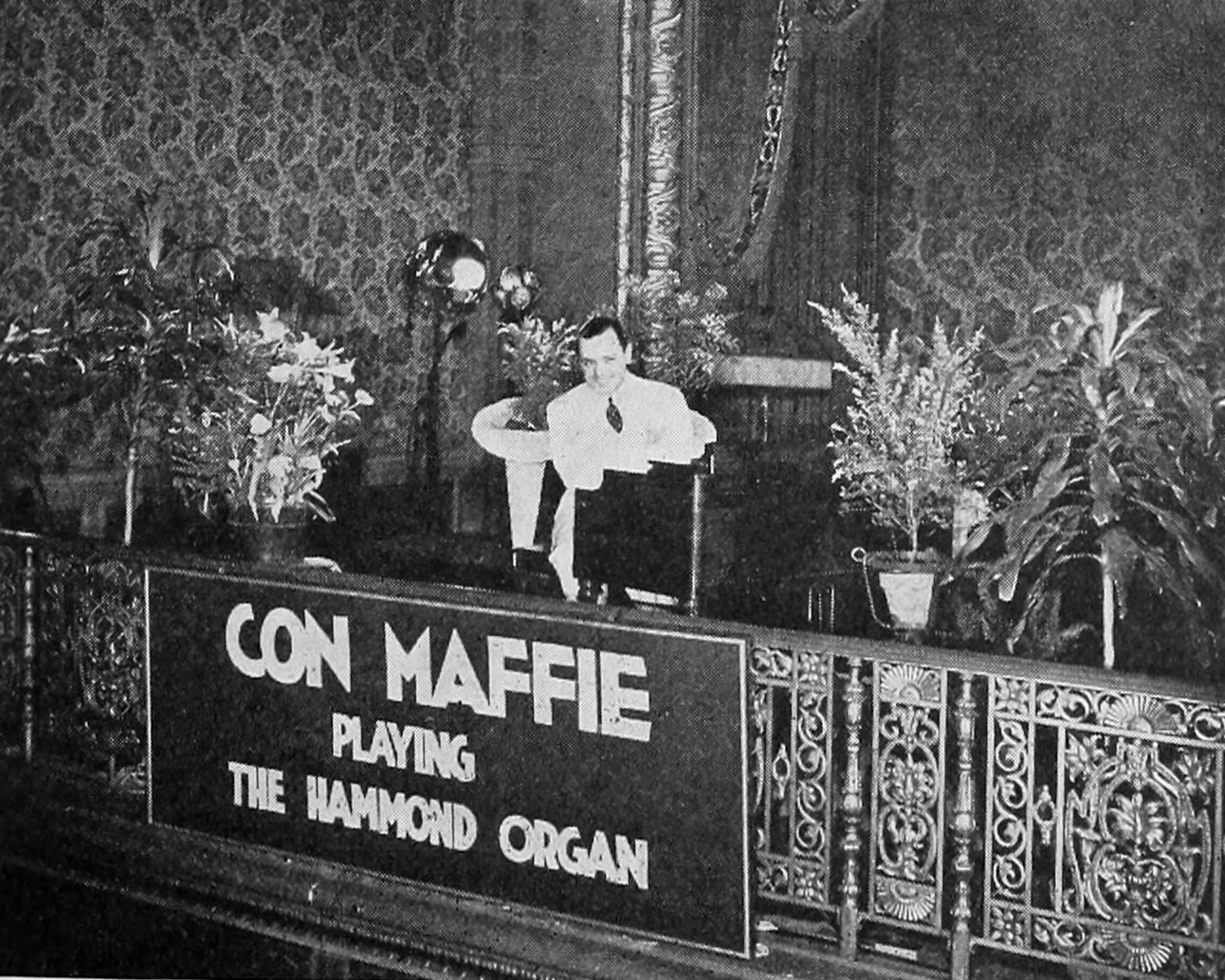
L'organiste Con Maffie lors de la promotion du film Maytime.

- Réalisation : Robert Z. Leonard, assisté de Joseph Newman (non crédité)
- Scénario : Noel Langley d'après l'opérette de 1917 de Rida Johnson Young
- Producteurs : Robert Z. Leonard, Hunt Stromberg, Gregor Rabinovitch
- Photographie : Oliver T. Marsh
- Montage : Conrad A. Nervig
- Musique : Herbert Stothart, Edward Ward
- Production : Metro-Goldwyn-Mayer
- Distributeur : Loew's Inc.
- Durée : 132 minutes
- Date de sortie : 26 mars 1937
- Affiche : Boris Grinsson (France)

## Distribution
- Jeanette MacDonald
- Nelson Eddy
- John Barrymore
- Walter Kingsford
- Russell Hicks
- Rafaela Ottiano
- Lynne Carver
- Paul Porcasi
- The Meglin Kiddies
- Adia Kuznetzoff : Dubrovsky (non crédité)